# Museo de Mosaicos de Zeugma
El Museo de Mosaicos de Zeugma, en la ciudad de Gaziantep, Turquía, es el museo de mosaicos más grande del mundo, dispuestos en un área de 2.464m². Desplazó en el ranking al Museo del Bardo, en Túnez. Fue abierto al público el 9 de septiembre de 2011.
Los mosaicos romanos del museo están centrados en la antigua ciudad de Zeugma y las localidades de alrededor. Zeugma fue fundada por el general del ejército de  Alejandro Magno, Seleuco Nicátor, en ambas orillas del río Éufrates. Por encontrarse en la Ruta de la Seda, fue una ciudad próspera, que llegó a alcanzar en su esplendor, entre 70000 y 80000 habitantes, por lo que se han encontrado importantes restos artísticos en la zona, como los mosaicos, que se mantuvieron relativamente desconocidos hasta alrededores del año 2000, cuando empezaron a aparecer piezas arqueológicas vandalizadas en museos y colecciones privadas y había planes para la construcción de una nueva presa en el río que provocaría que muchas áreas de Zeugma quedaran inundadas. Campañas de excavaciones se han sucedido con intensidad, aunque un gran número de mosaicos están todavía por descubrir, y equipos de arqueólogos continúan sus investigaciones.
El complejo del museo se asienta en una parcela de 40.000m², de los que 30.000 están cubiertos. También expone esculturas, objetos funerarios, columnas, fuentes o pinturas parietales que cubren hasta 150m². 

## Galería de mosaicos

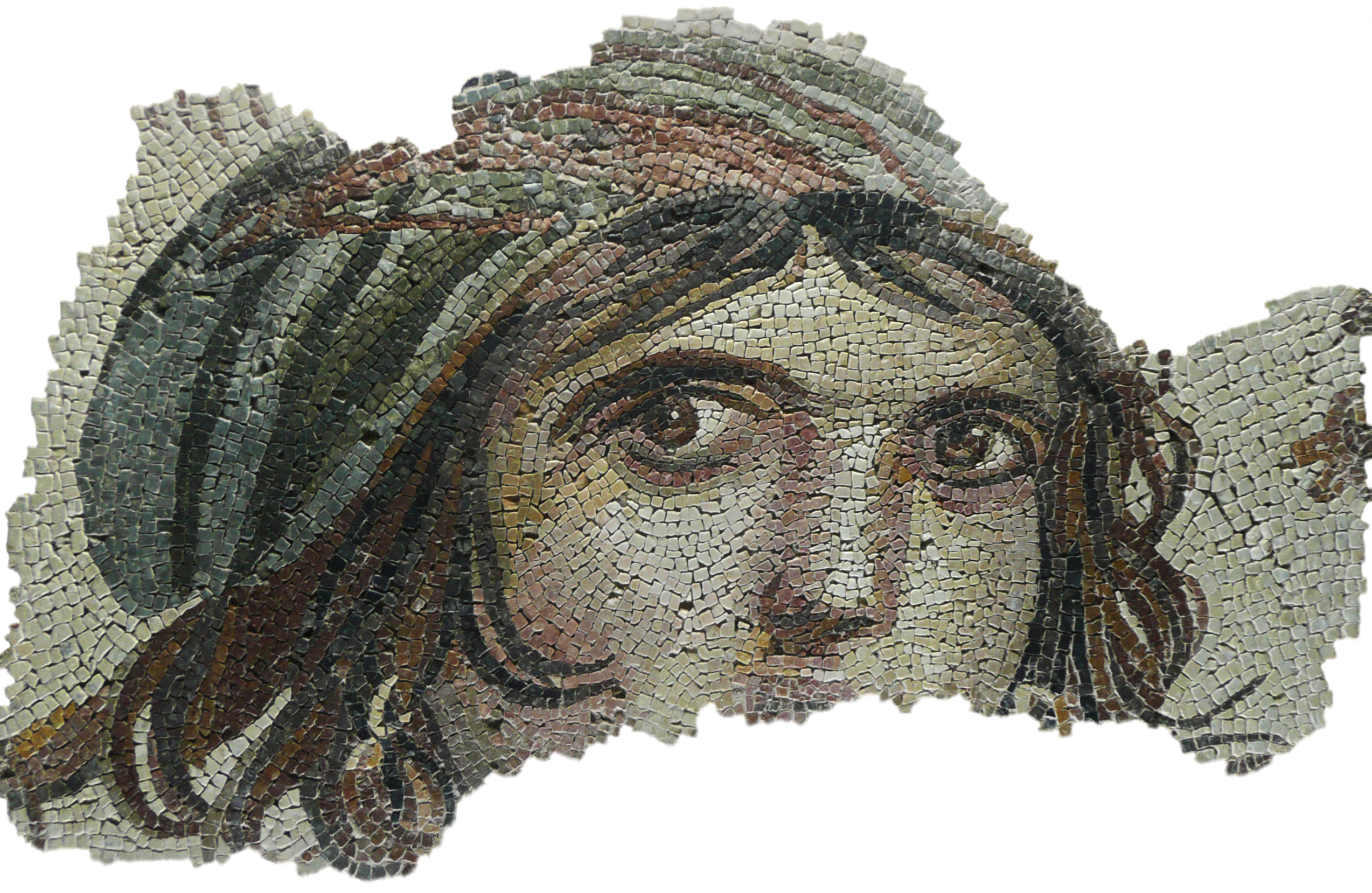
La Joven Gitana, ménade símbolo de la ciudad de Gaziantep.
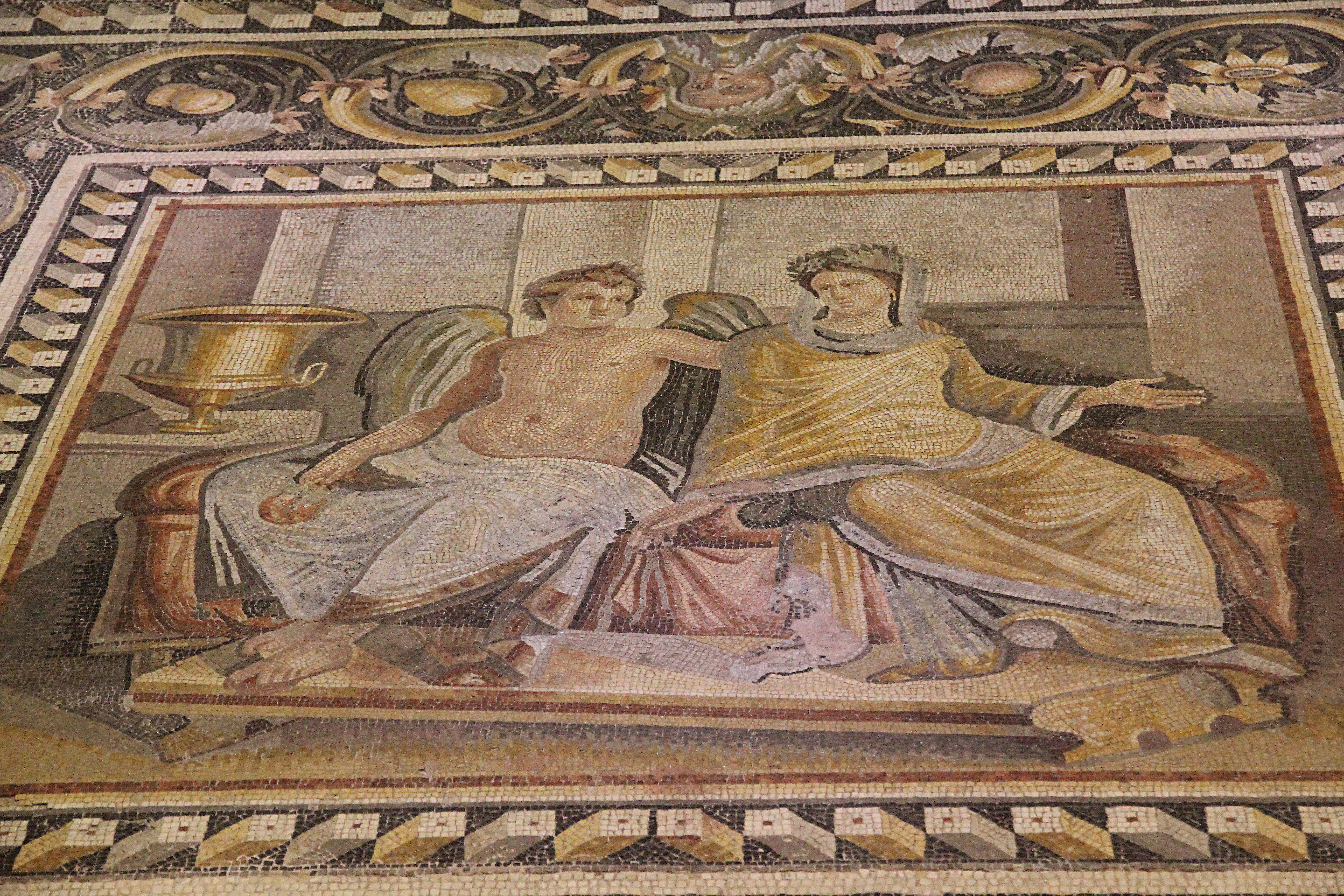
Eros y Psique de la Casa de Poseidón. Siglos II-III.
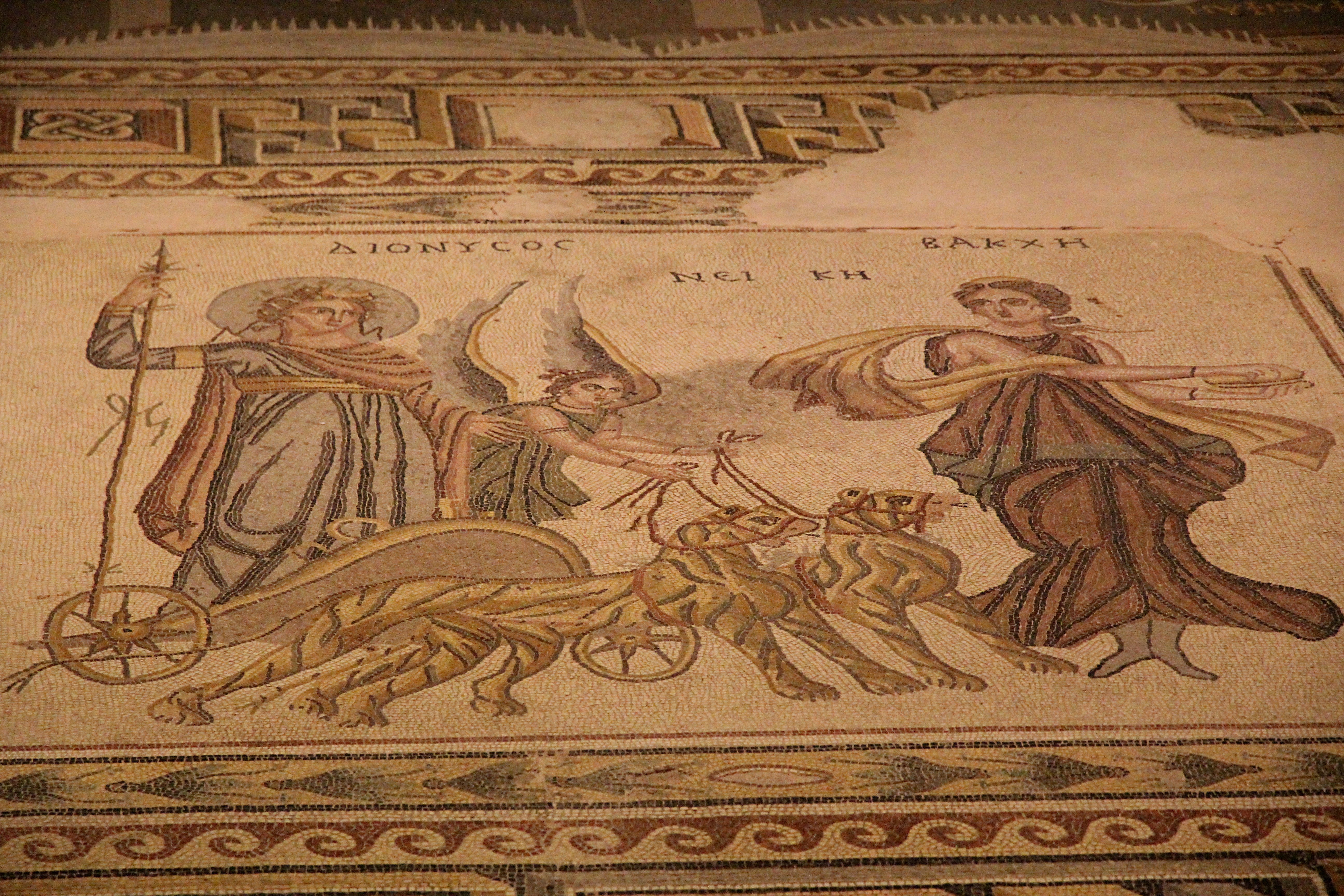
Triunfo de Dioniso de la Casa de Poseidón.
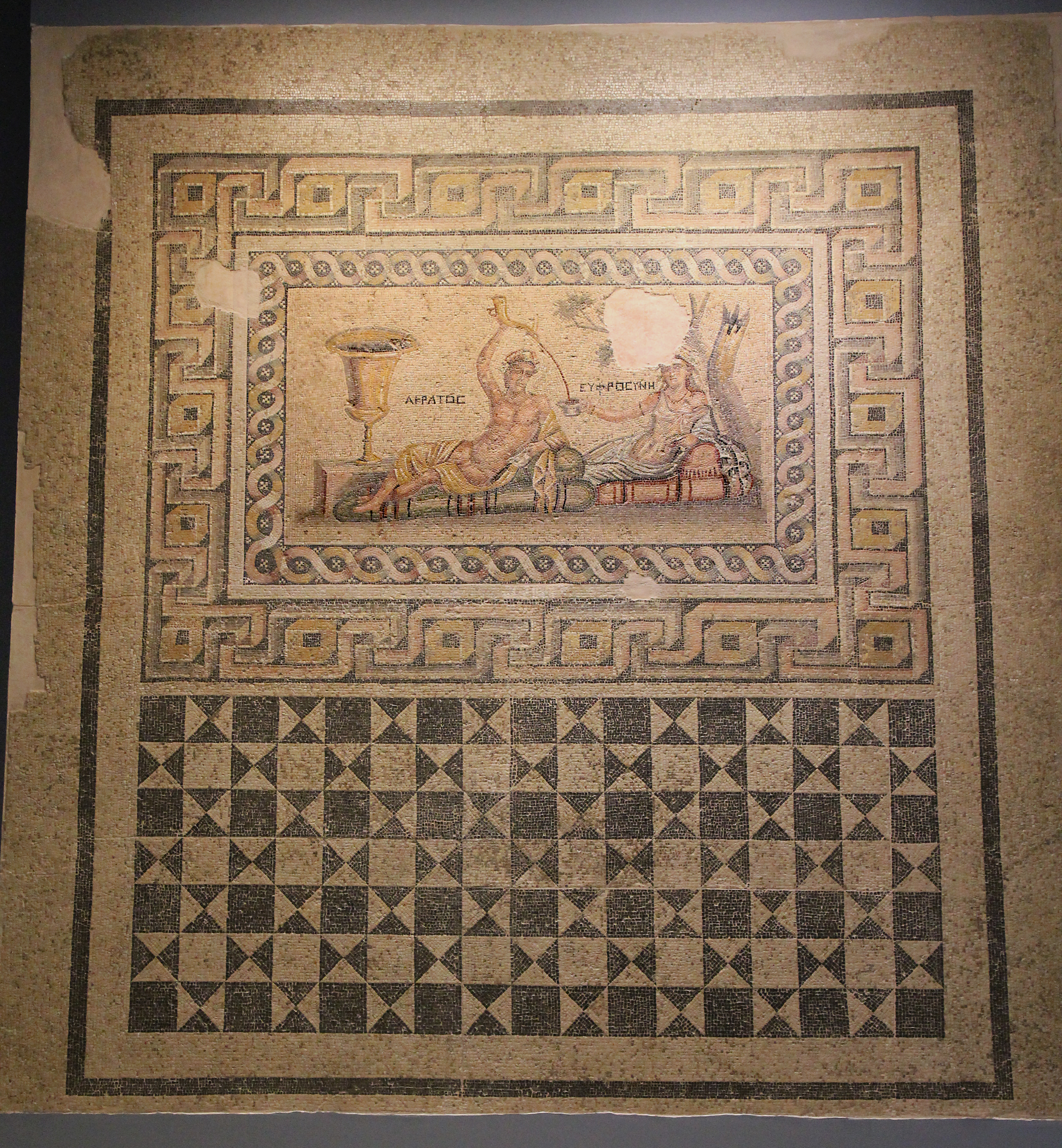
Ácrato(?) y Eufrósine.
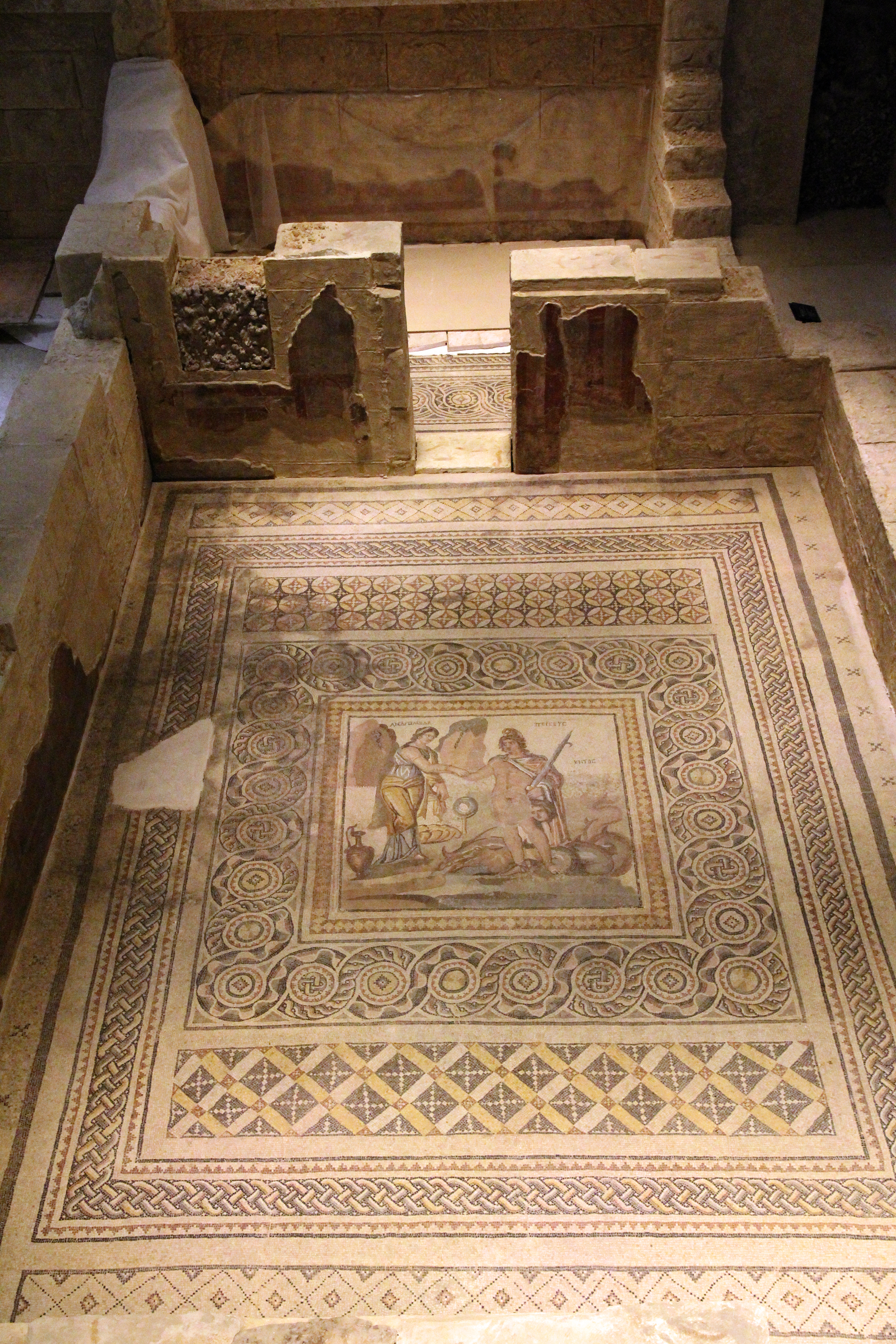
Perseo y Andrómeda de la Casa de Poseidón.  Siglos II-III.
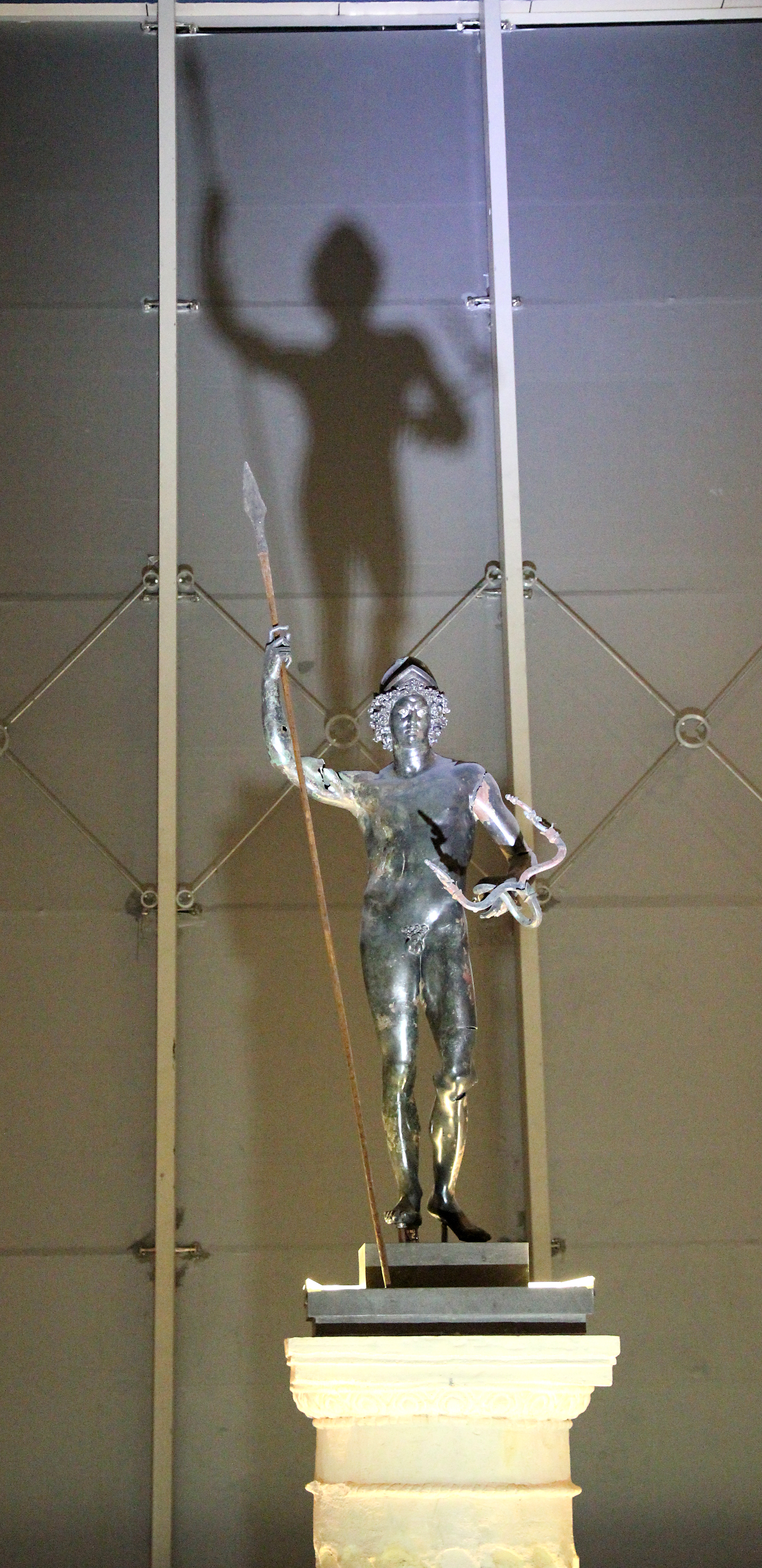
Estatua de bronce de Marte.